# Limatola
Limatola è un comune italiano di 4 247 abitanti della provincia di Benevento, in Campania.

## Geografia fisica
Il paese è sito ai piedi di una collina sulla cui vetta sorge il castello, a guardia del corso del fiume Volturno.
È il comune più occidentale della provincia, circondato per buona parte dei suoi confini da comuni afferenti alla provincia di Caserta (confina anche con la stessa città).

## Storia

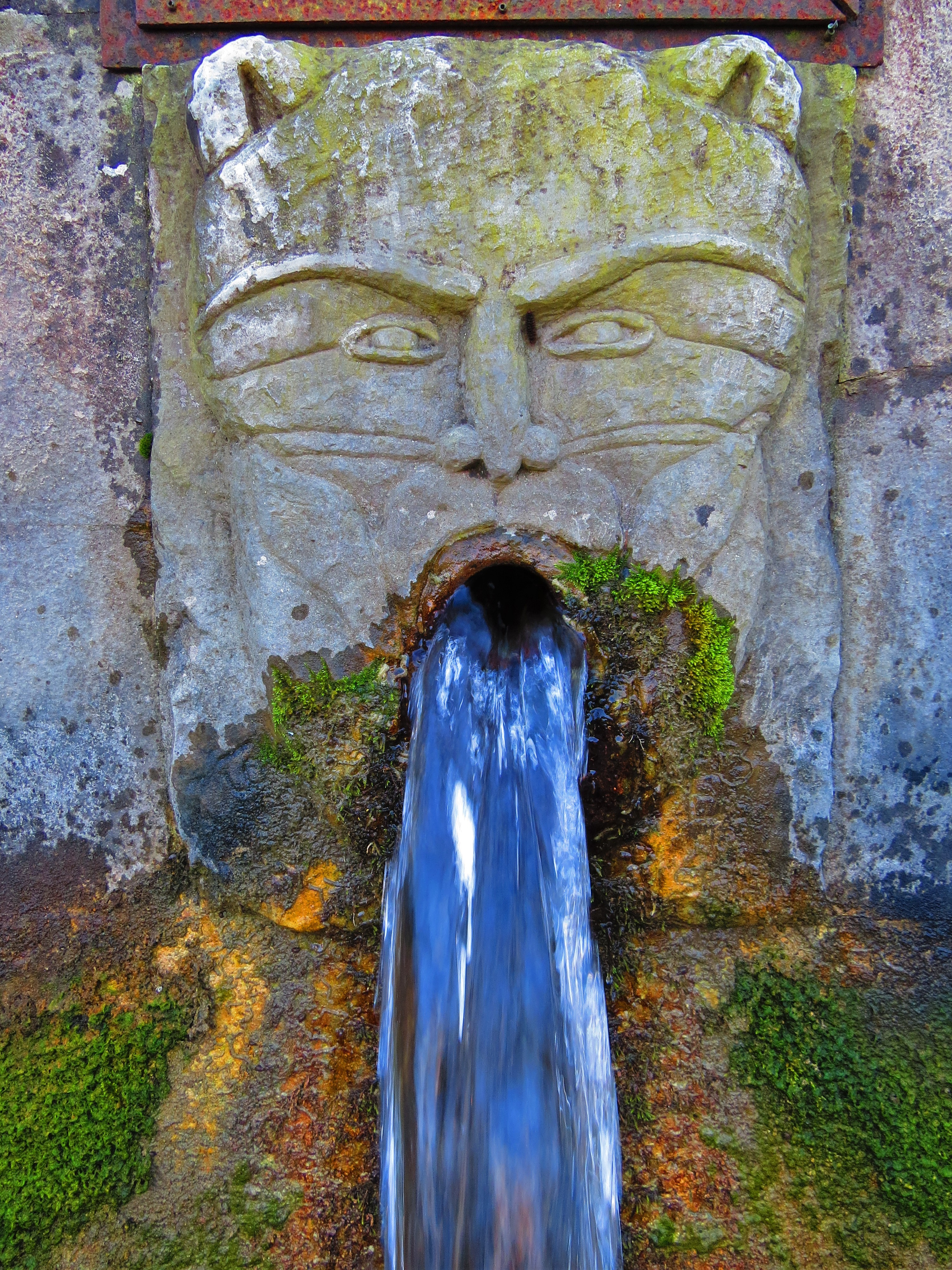
Dettaglio della fontana Margherita de Tucziaco

Il nome deriva da limata, in latino limatula, che indica della sabbia o un luogo sabbioso.
Di antica origine, nel territorio comunale sono stati rinvenuti numerosi reperti risalenti all'età sannita e romana.
Nell'842 d.C. il conte longobardo Landolfo di Caserta vi riportò una vittoria contro i beneventani.
Nel 1064 apparteneva all'abbazia di Montecassino. Sotto i d'Angiò spettò ai Beaumont. Nel XIV secolo fu possedimento prima dei Cantelmo e poi dei D'Artus. Il secolo successivo fu feudo dei de la Rath (poi italianizzato in Della Ratta). Nel Cinquecento appartenne ai de Capua, ai Mastelloni e ai pisani Gambacorta.
Nel 1532 le famiglie erano 126 che arrivarono a 277 nel 1561 e che diminuirono fino a 112 dopo la peste del 1656.
Nel 1811 entrò a far parte del circondario di Solopaca per poi passare a quello di Sant'Agata de' Goti nel 1816, nell'ambito della provincia di Terra di Lavoro.
Dal 1861 con l'Unità d'Italia appartiene alla provincia di Benevento.

## Monumenti e luoghi d'interesse

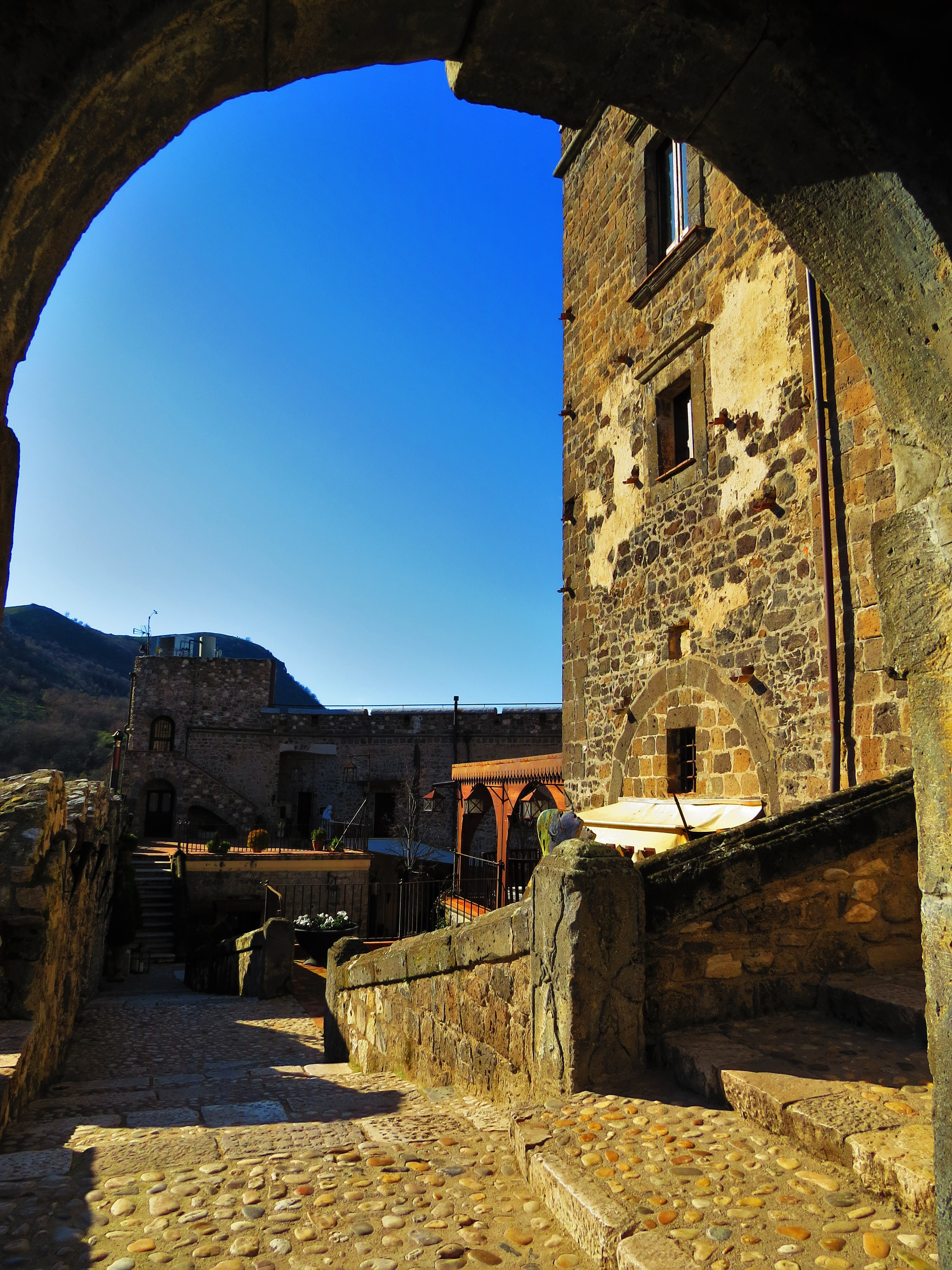
Il cortile del castello

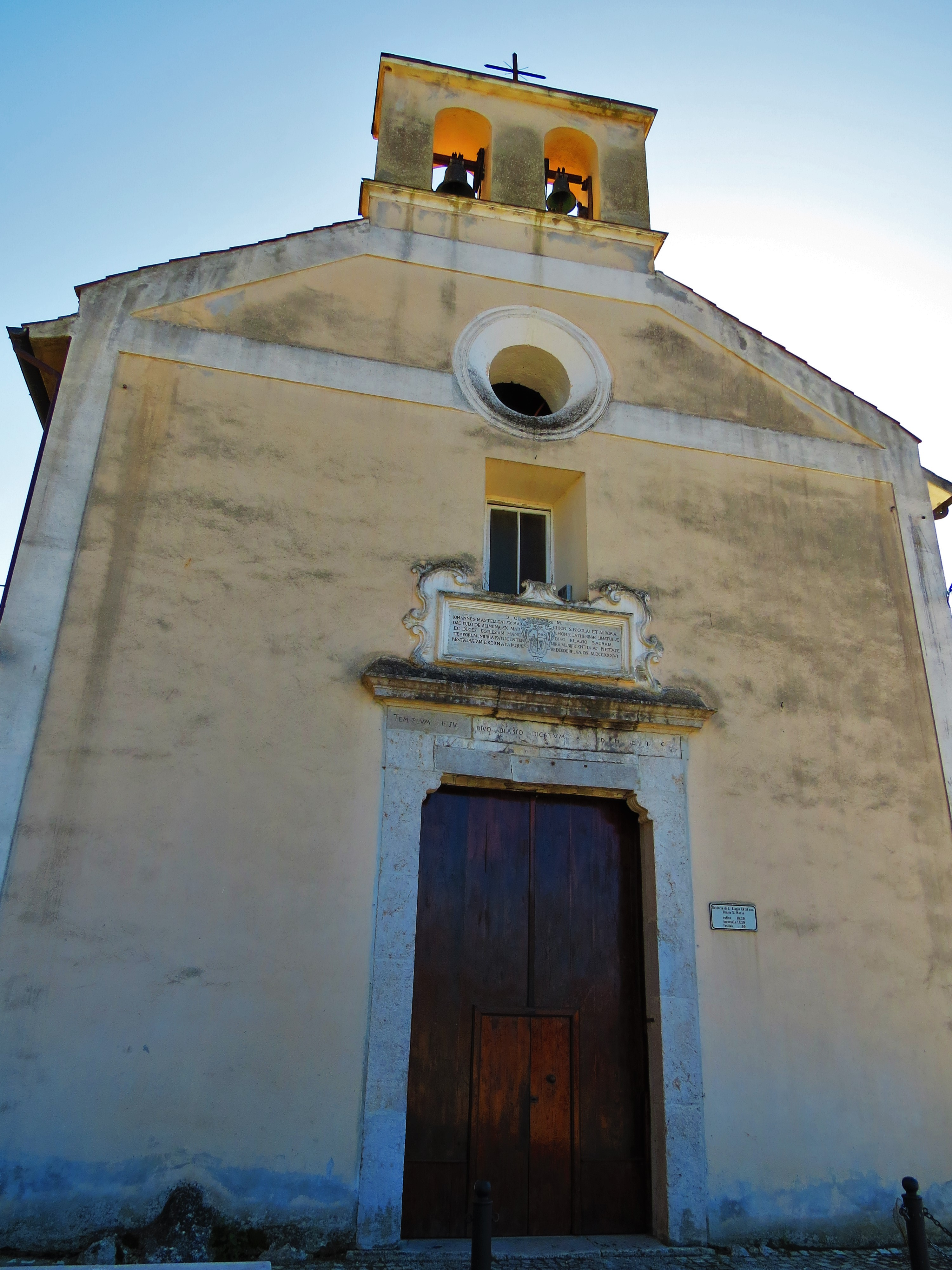
La vecchia chiesa di San Biagio

### Castello
Il Castello di Limatola è sito nella parte alta del centro storico, su una collina, in posizione strategica.
Venne edificato dai normanni sui resti di una torre longobarda.
Nel rinascimento importanti lavori di ristrutturazione lo trasformarono da architettura militare a dimora signorile, pur conservando alcune caratteristiche difensive.
Dopo decenni di abbandono l'edificio è stato restaurato nel 2010 ed ospita un albergo ristorante.
Il castello è circondato da una cinta muraria intervallata da torri circolari dotate di scarpata fino all'altezza del cornicione.
La cappella palatina dedicata a san Nicola conserva un crocifisso d'epoca e il portone originale.
Alcune sale sono decorate da affreschi prevalentemente del XVIII secolo.

### Architetture religiose
Chiesa di San Biagio:
Esistente nel 1113, fu ristrutturata radicalmente nel 1599 ed ancora nel 1734. L'interno, ad unica navata, è abbellito da stucchi settecenteschi e conserva due dipinti tardo rinascimentali.

## Società

### Evoluzione demografica
Abitanti censiti

## Cultura

### Eventi
- Il Borgo dei mestieri, manifestazione sugli antichi mestieri organizzata dalla Pro Loco nel centro storico del paese nell'ultimo fine settimana di giugno.
- La Consagra dedicata alla seicentesca consacrazione della Chiesa dell'Annunziata, che si tiene a metà luglio.

## Sport
Sipremix Limatola, squadra di Calcio a 5 che dalla stagione 2019/20 milita nel campionato nazionale serie B.